# Jean de Herdt
Jean de Herdt, (22. července 1923 Paříž – 5. ledna 2013 Bourges) byl reprezentant Francie v judu a především ikona francouzského juda, jeden z otců moderního evropského juda.

## Sportovní kariéra

### Úspěchy
- v roce 1940 obdržel jako první Francouz černý pás
- je považován za prvního Evropana, který se uměl postavit japonským soupeřům
- mistr Evropy kategorii bez omezení a v kategorii podle technického stupně
- jako jeden z posledních si v roce 1938 zasparoval se zakladatelem juda mistrem Kanem

### Zajímavosti
S judem, tehdy známým v Evropě jako jiu-jitsu, začal ve 14 letech (1937). V roce 1940 obdržel od významného evropského senseie mistra Kawaišiho jako první Francouz černý pás. V udělování technických stupňů byl v Evropě průkopníkem. Jediní kdo mu mohli konkurovat byli Britové. V roce 1951 při prvním mistrovství Evropy jako držitel 3. Danu měl jediného soupeře. Pokud nepřijel nikdo z Británie tak mu titul mistra Evropy nemohl být udělen.
V roce 1952 se postavil jako aktuální mistr Evropy japonskému mistru Daigovi (neoficiální mistrovství světa). Vydržel s ním bojovat až do konce hrací doby (22 minut boje) a vybojoval remízu. Tato potupná remíza pro Japonce, podle jeho slov, mu zavřela dveře k dalším zápasům s japonskými soupeři – údajně s ním odmítali dále zápasit.
Již začátkem 50. let se věnoval trénování a jedním z jeho pilných žáků byl Anton Geesink. V roce 1961, když Geesink získal titul mistra světa se mu dostalo satisfakce. Založil několik dojo po celé Francii a v cizině. Judu se věnoval naplno až do konce svého života v roce 2013.

## Výsledky

### Bez omezení (váhy / tech. stupně)
| Turnaj             | 1951 |
| Turnaj             | 28   |
| ------------------ | ---- |
| Mistrovství Evropy | 1.   |

### Technické stupně
| Turnaj             | 1951 |
| Turnaj             | 28   |
| Turnaj             | 3.D  |
| ------------------ | ---- |
| Mistrovství Evropy | 1.   |